# Cromatografía líquida desnaturalizante de alto rendimiento
La Cromatografía Líquida Desnaturalizante de Alto Rendimiento o DHPLC, de sus siglas en Inglés (Denaturing High-Performance Liquid Chromatography) es una técnica de rastreo de mutaciones usada en el diagnóstico molecular basada en la diferente capacidad de elución a través de una columna de cromatografía de moléculas bicatenarias de ADN formadas por la renaturalización de las moléculas simples obtenidas por PCR.

## Introducción
La cromatografía líquida es un método físico de separación basado en la distribución de los componentes de una mezcla entre dos fases inmiscibles, una fija o estacionaria y otra móvil. En la cromatografía líquida, la fase móvil es un líquido (bien un solvente puro o una mezcla de varios solventes) que fluye a través de una columna que contiene la fase fija. La fase estacionaria es un sólido tanto física como químicamente inerte. En función de sus propiedades químicas, se habla de diversos tipos de cromatografía (intercambio iónico, de fase reversa, etc). La fase sólida se empaca en una columna de vidrio para ser posteriormente atravesada por la fase líquida. Con el fin de aumentar la eficiencia en las separaciones, el tamaño de las partículas de la fase sólida se va disminuyendo hasta alcanzar un tamaño del orden de micras. Este reducido tamaño generó la necesidad de utilizar altas presiones para lograr que fluyera la fase móvila través de la sólida. De esta manera, nació la técnica de cromatografía líquida de alta resolución o HPLC  que requiere de instrumental especial que permita trabajar con las altas presiones requeridas y se utiliza fundamentalmente para el análisis de sustancias proteicas. La HPLC desnaturalizante o DHPLC es una técnica de análisis derivada de la anterior, basada en una columna de elución de fase reversa, y utilizada para la separación diferencial de secuencias nucleotídicas, previa a la cual (como su nombre indica) precisa la desnaturalización de la muestra a analizar mediante temperatura.

## Procedimiento experimental
El primer paso comienza con la extracción del ADN a analizar. A continuación, se amplifica por PCR el fragmento del gen concreto y  se desnaturaliza a 95 °C durante 3 minutos. Pasado este tiempo, se disminuye gradualmente la temperatura de 95 °C a 65 °C durante 30 minutos, dando lugar a la renaturalización de las hebras de ADN separadas. Este proceso permite detectar las mutaciones en función de las diferentes uniones de los fragmentos de gen amplificados formadas en el proceso de renaturalización ya que se forman dos tipos de dúplex:
- Homodúplex: hebras iguales a las originales, es decir, una doble hebra de ADN silvestre, no enfermo; y la doble hebra con la mutación.
- Heterodúplex: unión de combinaciones de las cadenas sentido y antisentido de la hebra silvestre con la mutada.

La DHPLC detecta las mutaciones según los diferentes homodúplex y heterodúplex originados a partir del fragmento de gen estudiado, tras el proceso de desnaturalización-renaturalización. 
Las moléculas de ADN bicatenario quedan retenidas en la columna según su longitud, tras lo cual son eluídas haciendo pasar por la columna un solvente orgánico como el acetonitrilo. Dicha elución es detectada mediante un sensor de radiación ultravioleta a una absorbancia de 254nm y, mediante un software apropiado, se traduce en la elaboración de un cromatograma. 
El tiempo de retención del ADN en la columna varía con la temperatura de ésta:
- A temperaturas menores de 50 °C el orden de elución depende únicamente de la longitud de la doble cadena de ADN.
- Por el contrario, a temperaturas mayores de 50 °C las moléculas de ADN se desnaturalizan, separándose en dos cadenas simples complementarias. La desnaturalización en los heterodúplex es más extensa que la correspondiente a los homodúplex que, gracias a su perfecto emparejamiento de sus bases, son menos termolábiles; como resultado, los heterodúplex se retienen menos, eluyendo antes que los homodúplex. En el correspondiente cromatograma, esto se refleja como la presencia de uno o más picos adicionales, dependiendo del número de mutaciones que existan. La inestabilidad térmica de los heterodúplex estará en función de los

puentes de hidrógeno entre las bases que produzcan la mutación y de la influencia de la secuencia próxima.

## Ventajas y limitaciones
Una de las principales características de esta técnica es que su sensibilidad se mantiene con tamaños de fragmentos comprendidos entre 150 y 700 pares de bases. Además, las distintas estructuras conformacionales que pueda tomar el dúplex afecta a la detección de mutaciones por DHPLC. Por otra parte, la secuenciación directa está considerada el "patrón de oro" en el análisis de mutaciones, sin embargo, dicha técnica falla en la determinación de alelos mutantes poco frecuentes. Por el contrario, la DHPLC detecta fiablemente alelos mutantes presentes a frecuencias tan bajas como el 10%. 
El principal factor que afecta sobre la sensibilidad de la DHPLC a la hora de detectar mutaciones es la temperatura. Inicialmente, la temperatura para el análisis de una secuencia concreta de ADN se establecía empíricamente, realizando repetidas inyecciones de una muestra y aumentando gradualmente la temperatura de la columna hasta que los picos del cromatograma comenzaban a aparecer a tiempos de retención más cortos. A partir de este punto, la presencia de mutaciones se detecta por la aparición de uno o más picos que eluyen inmediatamente antes que los homodúplex. Sin embargo, esta forma empírica para establecer la temperatura de análisis adecuada, presenta la limitación experimental de que los fragmentos ricos en dominios AT (los cuales poseen baja temperatura de desnaturalización), no se detecten debido a la completa separación de las 2 hebras. 